# Moskowskoje (Kaliningrad, Bagrationowsk, Gwardeiskoje)
Moskowskoje (russisch Московское, deutsch Schrombehnen) ist ein Ort in der russischen Oblast Kaliningrad (Gebiet Königsberg (Preußen)) und gehört zur Gwardeiskoje selskoje posselenije (Landgemeinde Gwardeiskoje (Mühlhausen)) im Rajon Bagrationowsk (Kreis Preußisch Eylau).

## Geographische Lage
Moskowskoje liegt zwei Kilometer westlich der russischen Regionalstraße 27A-017 (ex A 195, ehemalige deutsche Reichsstraße 128) unweit von Newskoje (Groß Lauth). Bis zur nordwestlich gelegenen Stadt Kaliningrad (Königsberg) sind es 25, bis zur südlich gelegenen Stadt Bagrationowsk (Preußisch Eylau) nur 19 Kilometer. Die Bahnstation Schrombehnen (heute „Strelnja-Nowaja“) lag einst außerhalb des Dorfes an der Ostpreußischen Südbahn, die heute noch zwischen Kaliningrad und Bagrationowsk verläuft.

## Geschichte
Am 7. Mai 1874 wurde im Landkreis Preußisch Eylau im Regierungsbezirk Königsberg der preußischen Provinz Ostpreußen der Amtsbezirk Schrombehnen errichtet, der aus dem Gutsbezirk Schrombehnen und der Landgemeinde Schrombehnen bestand. Im Jahre 1910 waren im Dorf 84, im Gut 418 Einwohner registriert.
Am 30. September 1928 wurde das Gut Bögen (heute russisch: Lineinoje) ausgegliedert, und durch Umstrukturierungen in den Jahren 1930/31 und die Eingliederung des Amtsbezirks Groß Lauth (russisch: Newskoje) in den Amtsbezirk Schrombehnen, umfasste dieser am 1. September 1931 die vier Landgemeinden: Lawdt (ab 1934 Groß Lauth, russisch: Newskoje), Schrombehnen (Moskowskoje), Schultitten (Strelnja) und Wöterkeim (Nekrassowo).
Im Jahre 1933 zählte Schrombehnen 601, 1939 schon 635 Einwohner. Am 1. April 1936 wurde die Landgemeinde Schultitten (Strelnja) in die Gemeinde Schrombehnen eingegliedert, die bis 1945 Amtsdorf blieb.
Infolge des Zweiten Weltkrieges kam Schrombehnen mit dem nördlichen Ostpreußen zur Sowjetunion und erhielt 1946 den Namen Moskowskoje. Bis zum Jahr 2009 war der Ort in den Gwardeiski sowjet (Dorfsowjet Gwardeiskoje (Mühlhausen)) eingegliedert und ist seither – aufgrund einer Struktur- und Verwaltungsreform – eine als „Siedlung“ (russisch: possjolok) eingestufte Ortschaft innerhalb der Gwardeiskoje selskoje posselenije (Landgemeinde Gwardeiskoje) im Rajon Bagrationowsk.

## Kirche
Mit seiner überwiegend evangelischen Bevölkerung war Schrombehnen vor 1945 teilweise in das Kirchspiel Dollstädt (heute russisch: Krasnosnamenskoje) eingepfarrt und teilweise in das Kirchspiel Tharau (russisch Wladimirowo). Sie gehörten zum Kirchenkreis Preußisch Eylau (Bagrationowsk) in der Kirchenprovinz Ostpreußen der Kirche der Altpreußischen Union.
Heute ist Gwardeiskoje (Mühlhausen) die Moskowskoje am nächsten gelegene Kirchengemeinde, die ihrerseits Filialgemeinde der Auferstehungskirche in Kaliningrad (Königsberg) ist und zur Propstei Kaliningrad der Evangelisch-lutherischen Kirche Europäisches Russland (ELKER) gehört.

## Söhne und Töchter des Ortes
- Alfred von Gramatzki (* 20. September 1834 in Schrombehnen; † 14. Juli 1888 ebenda), deutscher Verwaltungsjurist
- Archibald von Gramatzki (* 2. Februar 1837 in Schrombehnen; † 1913), preußischer Landrat und Mitglied des Deutschen Reichstages